# Ошский кантон
Ошский кантон — административно-территориальная единица Киргизской АССР, существовавшая в 1926—1928 годах. Центр — город Ош. В 1928 году был включён в состав Ошского округа.
В кантон входили город Ош и 11 волостей:
- Алай-Гульчинская. 9 сельсоветов, 77 населённых пунктов, 13 029 жителей.
- Араван-Буринская. 14 сельсоветов, 98 населённых пунктов, 40 370 жителей.
- Баткан-Буджунская. 9 сельсоветов, 86 населённых пунктов, 21 817 жителей.
- Исфайрамская. 9 сельсоветов, 89 населённых пунктов, 16 742 жителя.
- Ичкиликская. 8 сельсоветов, 45 населённых пунктов, 17 672 жителя.
- Капчигайская. 5 сельсоветов, 62 населённых пункта, 16 861 житель.
- Кульдинская. 5 сельсоветов, 38 населённых пунктов, 10 541 житель.
- Куршабская. 11 сельсоветов, 90 населённых пунктов, 22 761 житель.
- Наукат-Турукская. 9 сельсоветов, 65 населённых пунктов, 28 560 жителей.
- Ошская. 6 сельсоветов, 8 населённых пунктов, 1422 жителя.
- Узгенская. 14 сельсоветов, 104 населённых пункта, 33 653 жителя.

По данным на 1926 год население кантона — 264,8 тыс. чел. (из них киргизы 188,7 тыс., узбеки 56,7 тыс., русские 5,6 тыс., украинцы 4,6 тыс., кашгарцы 3,3 тыс., тюрки 3,1 тыс.)